# Полиэтиленгликоль
Полиэтиленгликоль (ПЭГ, макрогол) — полимер этиленгликоля.

## Описание
Водорастворимый неионный полимер, получаемый полимеризацией этиленоксида с раскрытием цикла. В зависимости от средней молекулярной массы полимера — вязкая жидкость, гелеобразное или твёрдое вещество. Структурная формула имеет следующий вид:
HO−(CH2−CH2−O)n−H

## Применение
- Связующее в некоторых видах твердого ракетного топлива
- Растворители
- В медицине и косметике (основа для мазей)
- Криопротектор, основа регуляторов роста растений
- Сильный осмотик, применяется для имитации засухи в вегетационных опытах.
- Основа для специальных жидкостей в тормозных системах, благодаря сочетанию высокой температуры кипения, смазывающим свойством, минимальной коррозионной активности и стабильно низкой вязкости в широком диапазоне температур, включая сильные морозы.
- Зарегистрирован в качестве пищевой добавки E1521.
- Используется в качестве слабительного средства при подготовке к клиническим процедурам, требующим отсутствия содержимого в толстой кишке
- Применяется при моделировании подводных извержений: при излиянии этого вещества в холодный раствор сахарозы оно принимает такие же формы, как застывающая под водой лава. Благодаря этому можно (введя соответствующие поправки) определить условия, в которых появляются различные типы застывшей лавы[1]
- Применяется при создании некоторых биофармацевтических препаратов, в которых молекулы активных биополимеров (белков, ферментов) ковалентно связаны с олигомерными звеньями полиэтиленгликоля. Такая модификация путём ковалентного присоединения полиэтиленгликоля называется пегилированием

## Клинические исследования
ПЭГ обладает свойством скрывать эпитопы антигенов мембраны клеток от соответствующих паратопов антител без существенного нанесения ущерба функции данного антигена, в связи с чем его использовали в опытах по получению группы крови 0 из А, В и АВ. Однако исследования показывают, что обработанные таким образом эритроциты обладают иммуногенностью и, соответственно, низкой выживаемостью в организме реципиента при трансфузии.

## Применение в научных исследованиях
- Была показана возможность использования ПЭГов с разными молекулярными массами для оценки диаметра и геометрии водной поры встроенного в бислойную фосфолипидную мембрану белкового канала, поскольку в водных растворах молекулы полиэтиленгликолей имеют сферическую форму и могут блокировать проводимость ионных каналов[3].
- Векторы в генной терапии (такие как вирусы) могут быть покрыты ПЭГами, чтобы защитить их от инактивации иммунной системой[4].